# Bocchoris tenera
Bocchoris tenera là một loài bướm đêm trong họ Crambidae.